# Línea 45 (Movibus)
La línea 45 de la red de autobuses interurbanos de la Región de Murcia (Movibus) une Balsicas con Cartagena.

## Características
Fue puesta en servicio el 3 de diciembre de 2021, con la entrada en vigor de la primera fase de Movibus. Absorbió parte del recorrido de la línea interurbana 24 de Cartagena.
La línea mantiene los mismos horarios todo el año (exceptuando las vísperas de festivo y festivos de Navidad).
Pertenece a la concesión RMU-004 "Metropolitana Cartagena-Mar Menor", y es operada por ALSA (TUCARSA).

## Horarios
Los horarios que no sean cabecera son aproximados.
| Lunes a viernes laborables |                      |                      |                      |                      |                      |                      |                      |
| Balsicas > Cartagena       | Balsicas > Cartagena | Balsicas > Cartagena | Balsicas > Cartagena | Cartagena > Balsicas | Cartagena > Balsicas | Cartagena > Balsicas | Cartagena > Balsicas |
| Balsicas                   | Roldán               | Torre-Pacheco        | Cartagena            | Cartagena            | Torre-Pacheco        | Roldán               | Balsicas             |
| 09ː00                      | 09ː10                | 09ː25                | 10ː00                | 08ː00                | 08ː30                | 08ː50                | 09ː00                |
| 11ː00                      | 11ː10                | 11ː25                | 12ː00                | 10ː00                | 10ː30                | 10ː50                | 11ː00                |
| 13ː00                      | 13ː10                | 13ː25                | 14ː00                | 12ː00                | 12ː30                | 12ː50                | 13ː00                |
| 16ː00                      | 16ː10                | 16ː25                | 17ː00                | 15ː00                | 15ː30                | 15ː50                | 16ː00                |
| 18ː00                      | 18ː10                | 18ː25                | 19ː00                | 17ː00                | 17ː30                | 17ː50                | 18ː00                |
| 20ː00                      | 20ː10                | 20ː25                | 21ː00                | 19ː15                | 19ː45                | 20ː05                | 20ː15                |
| Sábados laborables         |                      |                      |                      |                      |                      |                      |                      |
| Balsicas > Cartagena       | Balsicas > Cartagena | Balsicas > Cartagena | Balsicas > Cartagena | Cartagena > Balsicas | Cartagena > Balsicas | Cartagena > Balsicas | Cartagena > Balsicas |
| Balsicas                   | Roldán               | Torre-Pacheco        | Cartagena            | Cartagena            | Torre-Pacheco        | Roldán               | Balsicas             |
| 10ː00                      | 10ː10                | 10ː25                | 11ː00                | 09ː00                | 09ː30                | 09ː50                | 10ː00                |
| 13ː00                      | 13ː10                | 13ː25                | 14ː00                | 12ː00                | 12ː30                | 12ː50                | 13ː00                |
| 17ː00                      | 17ː10                | 17ː25                | 18ː00                | 16ː00                | 16ː30                | 16ː50                | 17ː00                |
| 19ː00                      | 19ː10                | 19ː25                | 20ː00                | 18ː00                | 18ː30                | 18ː50                | 19ː00                |
| Domingos y festivos        |                      |                      |                      |                      |                      |                      |                      |
| Balsicas > Cartagena       | Balsicas > Cartagena | Balsicas > Cartagena | Balsicas > Cartagena | Cartagena > Balsicas | Cartagena > Balsicas | Cartagena > Balsicas | Cartagena > Balsicas |
| Balsicas                   | Roldán               | Torre-Pacheco        | Cartagena            | Cartagena            | Torre-Pacheco        | Roldán               | Balsicas             |
| 12ː00                      | 12ː10                | 12ː25                | 13ː00                | 11ː00                | 11ː30                | 11ː50                | 12ː00                |
| 17ː00                      | 17ː10                | 17ː25                | 18ː00                | 16ː00                | 16ː30                | 16ː50                | 17ː00                |

## Recorrido y paradas
NOTA: Las paradas sombreadas en amarillo se encuentran temporalmente suspendidas por obras.

### Sentido Cartagena
| Parada                              | Común con                   | Municipio     |
| ----------------------------------- | --------------------------- | ------------- |
| Balsicas                            | 49                          | Torre-Pacheco |
| Lo Ferro                            | 49                          | Torre-Pacheco |
| Roldán                              | 49                          | Torre-Pacheco |
| Los Cachimanes                      |                             | Torre-Pacheco |
| Hortichuela                         |                             | Torre-Pacheco |
| Estación de Autobuses Torre Pacheco | 411                         | Torre-Pacheco |
| IFEPA                               |                             | Torre-Pacheco |
| Pozo Estrecho                       | 24                          | Cartagena     |
| La Palma - Iglesia                  | 24                          | Cartagena     |
| Alfonso XIII - Hospital del Rosell  | 1 4 6 7 12 14 24 42C 47 411 | Cartagena     |
| Estación de Autobuses Cartagena     | 21 30 41 42C 43 47 411      | Cartagena     |

### Sentido Balsicas
| Parada                                      | Común con              | Municipio     |
| ------------------------------------------- | ---------------------- | ------------- |
| Estación de Autobuses Cartagena             | 21 30 41 42C 43 47 411 | Cartagena     |
| Alfonso XIII - Hospital del Rosell (Frente) | 4 6 12 42C 47 411      | Cartagena     |
| La Palma - Iglesia                          | 24                     | Cartagena     |
| Pozo Estrecho                               | 24                     | Cartagena     |
| IFEPA                                       |                        | Torre-Pacheco |
| Estación de Autobuses Torre Pacheco         | 411                    | Torre-Pacheco |
| Hortichuela                                 |                        | Torre-Pacheco |
| Los Cachimanes                              |                        | Torre-Pacheco |
| Roldán                                      | 49                     | Torre-Pacheco |
| Lo Ferro                                    | 49                     | Torre-Pacheco |
| Balsicas                                    | 49                     | Torre-Pacheco |